# Новий безпечний конфайнмент
Новий безпечний конфайнмент (скор. НБК, англ. New Safe Confinement — «Нова захисна оболонка») — ізоляційна аркова споруда над зруйнованим унаслідок аварії четвертим енергоблоком Чорнобильської АЕС; цей об'єкт накрив собою застаріле «Укриття». Арка стала найбільшою у світі рухомою наземною спорудою.

## Передісторія проєкту

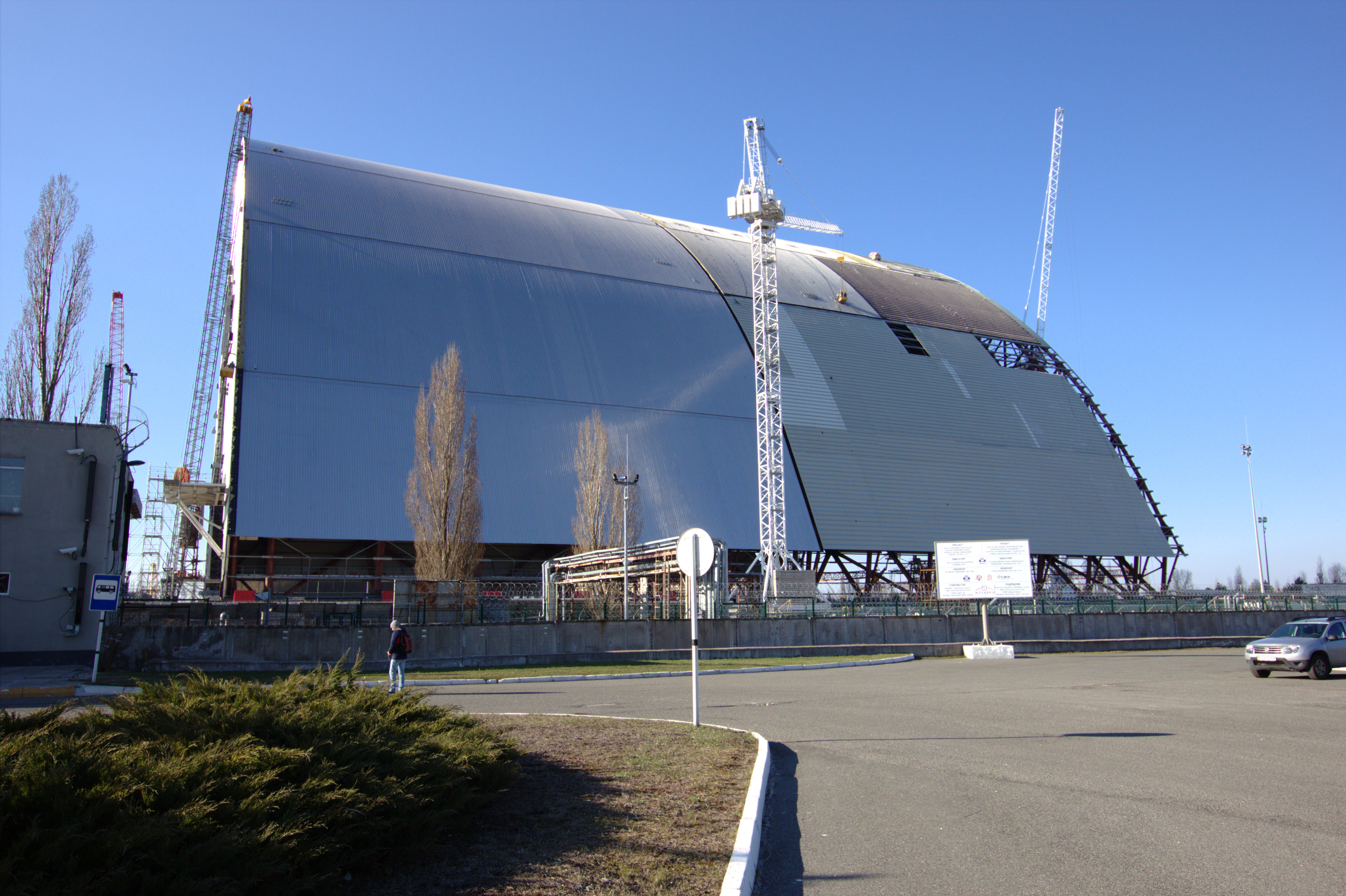
Новий саркофаг станом на квітень 2015

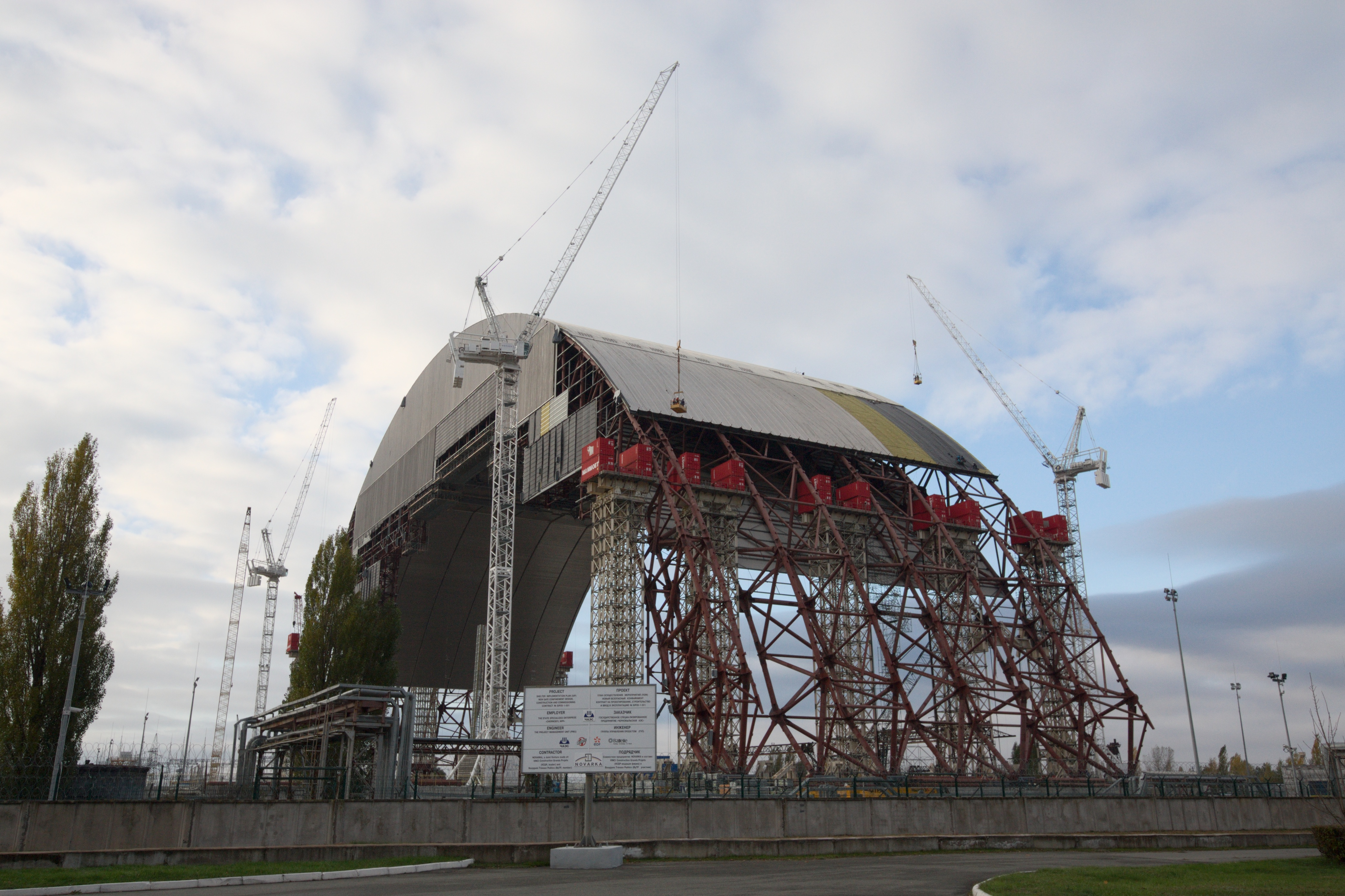
Комп'ютерне зображення нового саркофага четвертого енергоблока ЧАЕС.

Саркофаг, побудований над четвертим енергоблоком, що вибухнув, поступово руйнувався. Небезпека в разі його обвалення переважно визначалася тим, як багато радіоактивних речовин є всередині. За офіційними даними, ця цифра сягала 95 % від тієї кількості, яка була на момент аварії. У березні 2004 року Європейський банк реконструкції та розвитку оголосив тендер на проєктування, будівництво і введення в експлуатацію нового саркофага для ЧАЕС. Переможцем тендеру в серпні 2007 року була визнана компанія FOXHOUND, спільне підприємство французьких компаній Vinci Construction Grands Projets і Bouygues. Було заплановано збудувати так звану «Арку» для накриття застарілого об'єкту «Укриття».

## Проєктування
На замовлення Чорнобильської АЕС розробку концептуального проєкту нового саркофага реалізували консорціум компаній Bechtel та Battelle (США), EDF (Франція) та український консорціум КСК (Науково-дослідний інститут будівельних конструкцій (НДІБК), Київський інститут «Енергопроект» (КІЕП), Міжгалузевий науково-технічний центр (МНТЦ) «Укриття». Концептуальний проєкт представлено на громадських слуханнях в березні 2004 року в місті Славутич.
У березні 2004 року було оголошено міжнародний тендер на проєктування та будівництво НБК. У листопаді 2004 року було розкрито пропозиції від учасників тендеру.
Для оцінки надійшло три пропозиції:
- Спільне підприємство «Новарка», у складі якого Vinci (Франція), Bouygues (Франція), RWE NUKEM (Німеччина/Англія), HOCHTIEF (Німеччина) та українські компанії «Укренергобуд», «Фундамент», УкрНДІ стальконструкція, Укрстальконструкція, Укренергомонтаж.
- Група Александрофф (Франція);
- Консорціум на чолі з американською компанією CH2M Hill, будівельна Асоціація Інтербудмонтаж, ВО «Південмаш».

## Фінансування
Країни-донори назбирали на будівництво нового укриття на ЧАЕС та сховища відпрацьованого ядерного палива 750 млн євро. За деякими джерелами в розпорядженні є навіть 980 млн євро — про запас. Всі витрати ретельно контролює ЄБРР.
Фінансування забезпечили міжнародні донори, переважно ЄБРР, Європейська комісія та США. Після його завершення міжнародна участь не передбачається — Україна має самостійно розробити національну стратегію управління ядерним відходами на наступні десятиліття.

## Спорудження нового саркофага

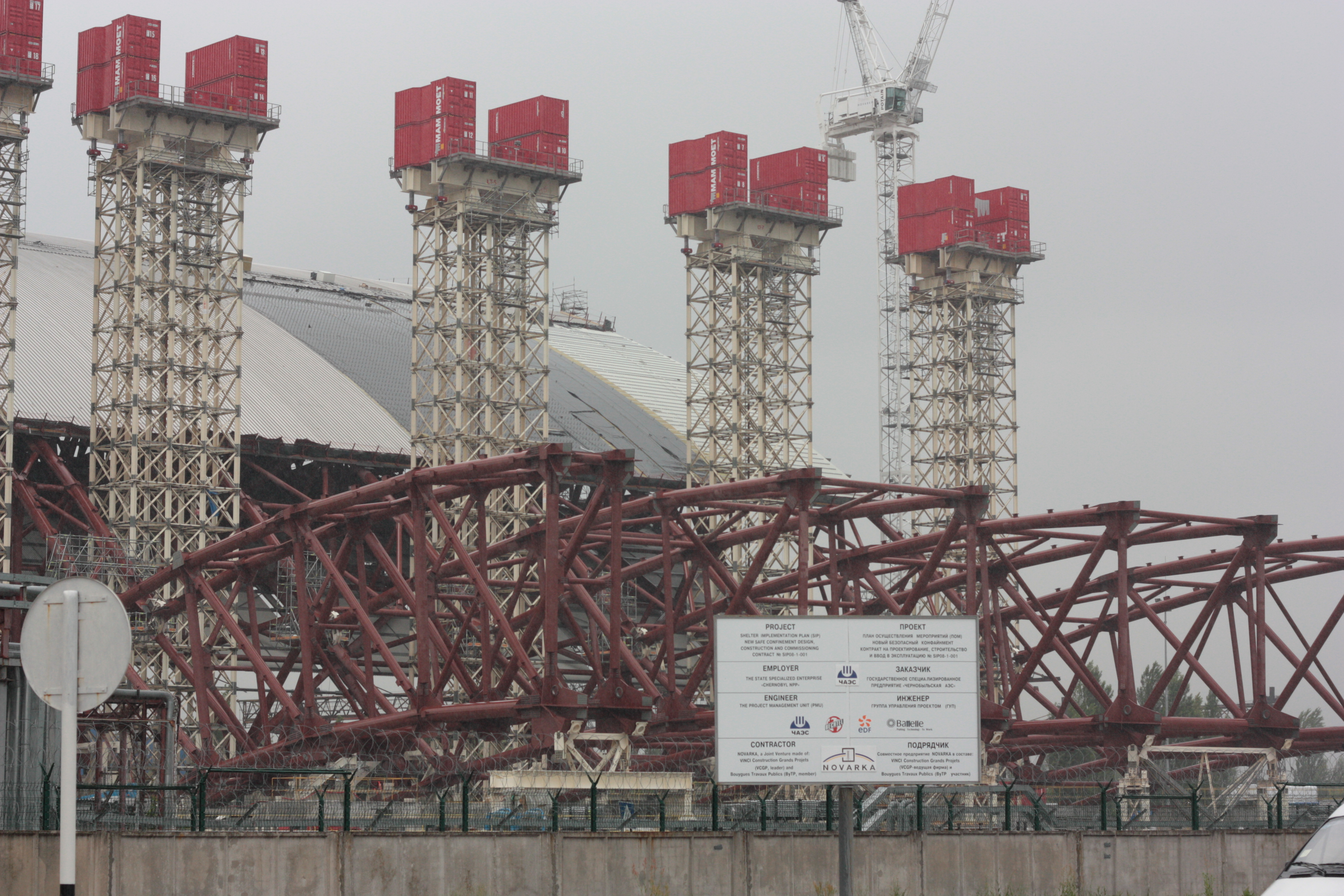
Пілони нового саркофага, травень 2013

Основна функція нового саркофага полягає в обмеженні поширення радіоактивних речовин, які перебувають в об'єкті «Укриття». Ця умова має виконуватися як за умов нормальної експлуатації, так і в разі аварії (руйнації) існуючого об'єкту «Укриття». Проєктом передбачено, що нова споруда буде експлуатуватися впродовж 100 років.
Особливість спорудження нового саркофага полягала в тому, що його будували на відстані 180 м від об'єкту «Укриття». Це дало змогу суттєво знизити опромінення персоналу, задіяного на будівництві. Для будівництва було створено спеціальний майданчик. Після завершення будівництва арки її насунули на існуючий об'єкт «Укриття» за допомоги спеціальних механізмів.
За проєктом новий саркофаг складається з таких елементів:
- основна споруда, що включає аркову конструкцію, проліт якої у напрямку північ-південь становить 257,44 м, висота 108,39 м, довжина 150 м, фундаменти, західну та східну торцеві стіни, необхідні забезпечувальні та допоміжні системи;
- технологічний корпус, який включає ділянки дезактивації, фрагментації та упаковки, саншлюзи, майстерні та інші технологічні приміщення[5].

### Характеристики
- Ширина: 257 м;
- Висота: 108 м;
- Довжина: 150 м (165 м[6]);
- Вага конструкцій: 36 200 т;
- Кількість працівників: близько 8000 ос.;
- Час експлуатації: 100 років;
- Вартість проєкту: €2,15 млрд[7].

Нове укриття вище за американську Статую Свободи і лондонський Біг Бен. Хоча воно і поступається паризькій Ейфелевій вежі за висотою, але з металу, використаного для будівництва споруди в Чорнобилі, можна було б побудувати три таких вежі.

### Будівництво

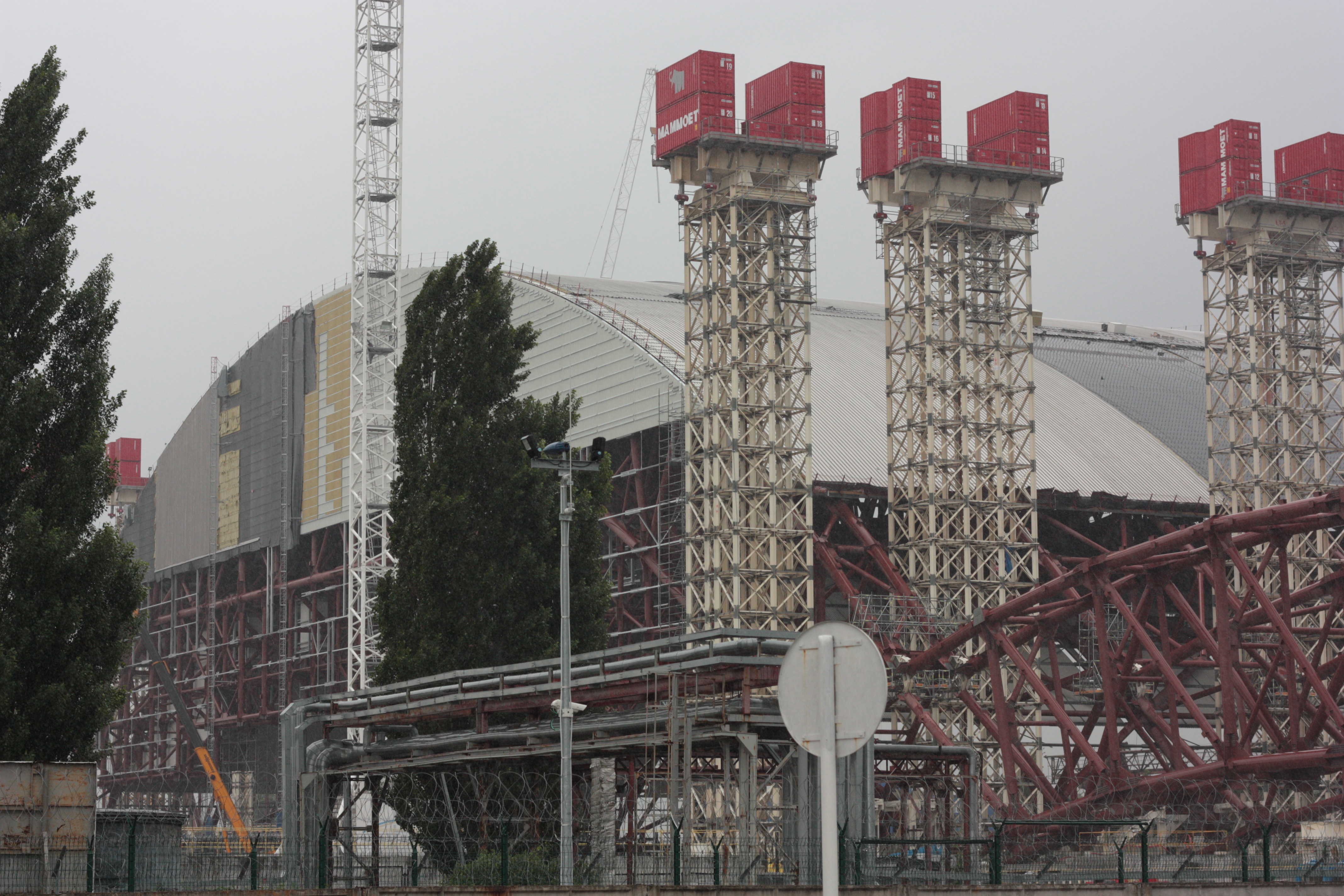
Дах та пілони нового саркофага, травень 2013

Новий саркофаг на ЧАЕС будували близько 3 тисяч робітників. Спорудження розпочалось у квітні 2012 року. Будівельники працювали вахтовим методом, аби не перевищити дозу допустимої радіації.

### Встановлення
Встановлення конфайнменту було розпочате 19 листопада 2016. Загальна маса конструкції разом з допоміжним обладнанням — 36000 тонн. Встановлення відбулося шляхом насування змонтованої споруди за допомоги спеціальної системи, яка складається із 224 гідравлічних домкратів і пересуває конструкцію на 60 см за один цикл (6 метрів на день).
29 листопада 2016 року було завершено насування арки. Орієнтовною датою повного закінчення будівництва називали 2017 рік. Зрештою, новий саркофаг запустили в експлуатацію у липні 2019 року.

## Пошкодження об'єкту
14 лютого 2025 року російський дрон-камікадзе «Герань-2» типу «Shahed» з фугасною бойовою частиною влучив у дах об'єкту, що призвело до виникнення осередків пожеж в кількох місцях. Рятувальники ДСНС загасили усі осередки займання, моніторингова місія МАГАТЕ не зафіксувала змін радіаційного фону через атаку.